# 금호폴리켐
금호폴리켐은 대한민국의 합성고무 제조 기업으로 금호석유화학그룹의 주축을 이루는 회사다.

## 역사
- 1985년 - 금호이피고무㈜ 설립 (한국합성고무공업㈜ (현, 금호석유화학)와 일본합성고무㈜ (현, JSR)와의 합작으로 설립)
- 1987년 - 1공장 1Line 준공 (10,000MT/년)
- 1997년 - 금호폴리켐주식회사로 상호변경
- 2000년 - 본사 사옥 이전 (서울시 종로구 신문로 1가)
- 2021년 - 금호석유화학 100% 자회사 편입

## 계열사 및 사업장 안내
- 금호폴리켐 본사: 서울특별시 중구 청계천로 100 시그니쳐타워 동관 8층
- 금호폴리켐 여수1공장: 전남 여수시 여수산단2로 116-46
- 금호폴리켐 여수2공장: 전남 여수시 산단중앙로 613
- 금호폴리켐 대전연구소: 대전광역시 유성구 신성동 487